# Terry Waite
Sir Terence Hardy Waite, detto Terry (Bollington, 31 maggio 1939), è uno scrittore britannico, conosciuto per essere stato preso in ostaggio nel 1987 a Beirut da terroristi della Jihad islamica, mentre lavorava come negoziatore dell'ONU per la liberazione di quattro ostaggi britannici. Il suo rilascio è avvenuto solo nel 1991.

## Vita privata
È sposato con Helen Frances Watters, da cui ha avuto quattro figli.